# Judith Sheindlin
Judith Sheindlin (née le 21 octobre 1942) est une juge de tribunal familial, une auteure et une personnalité à la télévision. Procureure réputée, elle est devenue célèbre grâce à l'émission Judge Judy, dans laquelle elle préside des procès civils. (De type petites créances)
En février 2006, elle s'est fait attribuer sa propre étoile sur l'allée des célébrités de Hollywood.